# T Tucanae
T Tucanae är en pulserande variabel av Mira Ceti-typ (M) i stjärnbilden Tukanen. 
Stjärnan varierar mellan visuell magnitud +7,5 och 13,8 med en period av 250,3 dygn.